# 大成丸 (3代)
大成丸（たいせいまる）は、航海訓練所が運用していた航海練習船。本項目では、1981年に就航した3代目を取り扱う。

## 概要
大成丸 (2代)の代船として、1981年に日本鋼管鶴見製作所で建造された。
2014年、大成丸 (4代)の就航により、引退した。

## 設計
1976年に建造された北斗丸（2代目）の設計を基に、船体強度、複原力、トリムなどを見直し、防振、防音、防熱に配慮した設計となっている。3代目は珍しい蒸気タービン方式の練習船であった。現状、速力が要求される軍艦とボイラーでガスが再利用ができるLNG船以外は蒸気タービンを採用するメリットはないが、大成丸は練習船であるためあえて採用されていた。

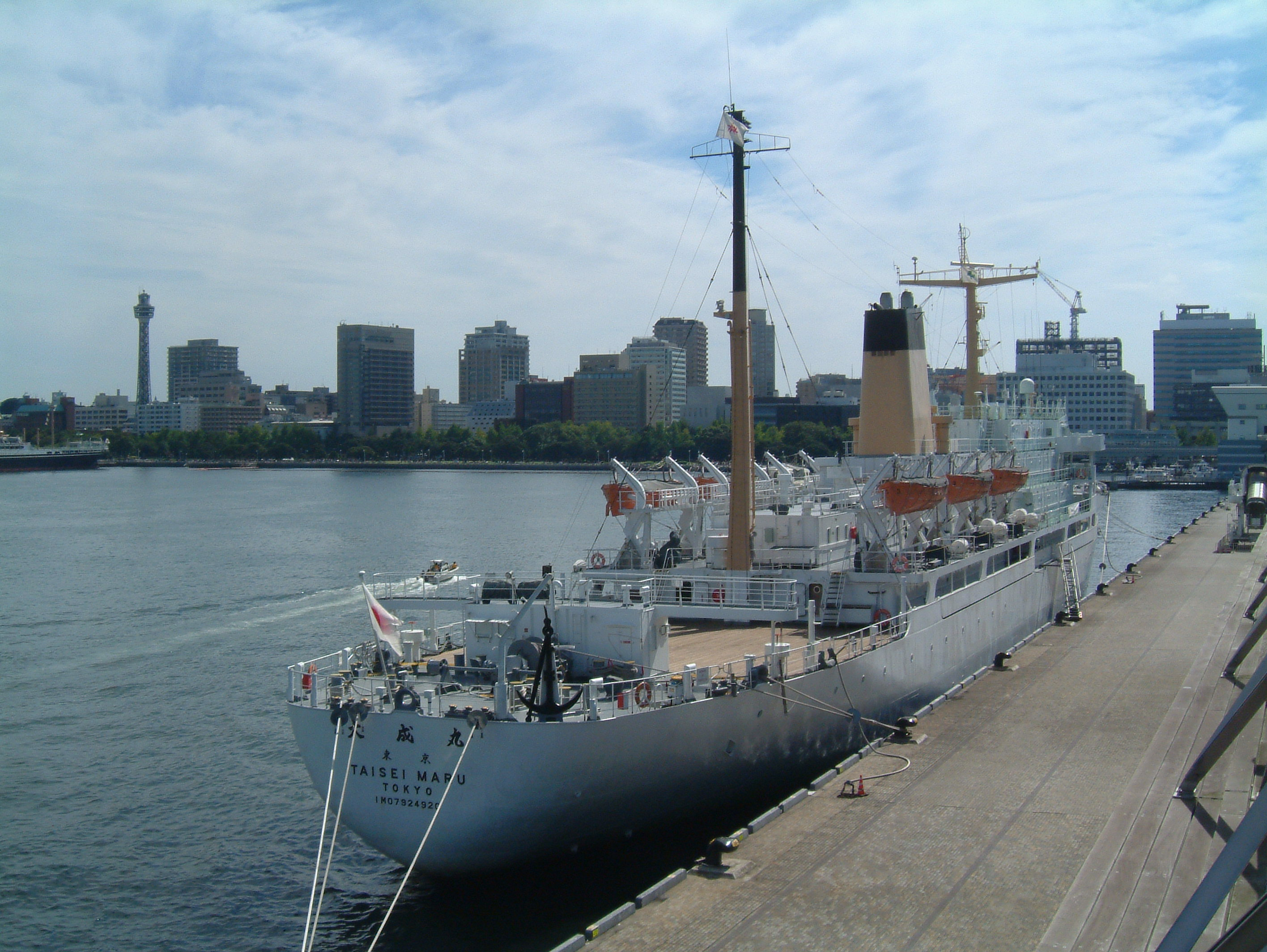
航海訓練所の練習船大成丸（三代目）の後ろ姿、横浜市中区の大さん橋国際客船ターミナルで2009年9月13日に撮影